# 九岩站
九岩站（：／ Guam yeok */?）是大田地鐵1號線沿線的一座地下車站，位於韓國大田廣域市儒城區九岩洞。

## 車站結構
車站大廳位於地面1樓，月台則位於地下1樓。
站體為2面2線側式月台的地下車站，設有月台幕門，並有3處出口。

### 月台配置
| 儒城溫泉 ↑ |
| \| 上      |
| ↓ 顯忠院   |

| 月台 | 路線               | 目的地                               |
| ---- | ------------------ | ------------------------------------ |
| 上行 | ●大田都市铁道1号线 | 儒城溫泉、市廳、大田、板岩方向       |
| 下行 | ●大田都市铁道1号线 | 顯忠院、世界盃競技場、老隱、盤石方向 |

## 歷史
- 2007年4月17日：落成啟用。

## 車站周邊
- 忠南大學
- 牧園大學
- 儒城高校
- 儒城城際巴士客運站
- 儒城高速巴士客運站

## 相鄰車站
大田廣域市都市鐵道公社
●大田都市铁道1号线
儒城溫泉（116）－九岩（117）－顯忠院（118）